# Campeonato de Primera B 2021 (Futsal)
El Campeonato de Primera B 2021, conocido como Torneo Único de Primera B 2021, es la vigésima cuarta temporada de la Segunda División del fútsal argentino. 
El sorteo del cronograma de partidos se realizó el 19 de julio. Comenzó el 24 de julio y finalizaría en diciembre.
El torneo consagró campeón por primera vez en su historia a Gimnasia y Esgrima La Plata, tras vencer en el tercer partido por 7 a 2 a Atlanta, que ascendió a la Primera División 2022 por primera vez luego de su única participación en el certamen inaugural de 1986, y disputará la Supercopa Argentina 2021. También obtuvo el ascenso el subcampeón tras 19 años en el ascenso.

## Ascensos y descensos
| Descendidos de la Primera División 2020 |
| --------------------------------------- |
| No hubo                                 |

| Torneo | Ascendidos a la Primera División 2021 |
| ------ | ------------------------------------- |
| 1°     | Newell's Old Boys                     |
| 2°     | Independiente                         |

| Descendidos de la Primera B 2020 |
| -------------------------------- |
| No hubo                          |

| Ascendidos a la Primera B 2021 |
| ------------------------------ |
| No hubo                        |

- De esta manera, el número de equipos participantes disminuyó a 18.

## Equipos participantes
| Club                                       | Barrio / Localidad | Distrito                  |
| ------------------------------------------ | ------------------ | ------------------------- |
| Argentinos Juniors                         | La Paternal        | Ciudad de Buenos Aires    |
| Atlanta                                    | Villa Crespo       | Ciudad de Buenos Aires    |
| Estrella de Boedo                          | Boedo              | Ciudad de Buenos Aires    |
| Franja de Oro                              | Nueva Pompeya      | Ciudad de Buenos Aires    |
| Huracán                                    | Parque Patricios   | Ciudad de Buenos Aires    |
| Jorge Newbery                              | Villa Real         | Ciudad de Buenos Aires    |
| Nueva Chicago                              | Mataderos          | Ciudad de Buenos Aires    |
| Pacífico                                   | Villa del Parque   | Ciudad de Buenos Aires    |
| River Plate                                | Belgrano           | Ciudad de Buenos Aires    |
| Asturiano                                  | Vicente López      | Provincia de Buenos Aires |
| Círculo de Comunidad                       | Gerli              | Provincia de Buenos Aires |
| Country                                    | Banfield           | Provincia de Buenos Aires |
| Don Bosco                                  | Ramos Mejía        | Provincia de Buenos Aires |
| Gimnasia y Esgrima La Plata                | La Plata           | Provincia de Buenos Aires |
| Glorias                                    | Tigre              | Provincia de Buenos Aires |
| Platense                                   | Florida            | Provincia de Buenos Aires |
| Universidad Abierta Interamericana Urquiza | Ituzaingó          | Provincia de Buenos Aires |
| Unión                                      | Ezpeleta           | Provincia de Buenos Aires |

#### Distribución geográfica de los equipos
| Región                                   | Cant. | Equipos |
| ---------------------------------------- | ----- | --- |
| Ciudad de Buenos Aires                   | 9     | Argentinos Juniors, Atlanta, Estrella de Boedo, Franja de Oro, Huracán, Jorge Newbery, Nueva Chicago, Pacífico, River Plate.       |
| Conurbano bonaerense                     | 8     | Centro Asturiano, Círculo de Comunidad, Country, Don Bosco, Glorias, Platense, Universidad Abierta Interamericana Urquiza y Unión. |
| Interior de la Provincia de Buenos Aires | 1     | Gimnasia y Esgrima La Plata. |

## Formato
Los 18 equipos se dividieron en 2 grupos de 9. Se disputa bajo el sistema de todos contra todos a una sola rueda en cancha neutral, habiendo un equipo libre por fecha. Los 5 mejores de cada zona clasificarán a la Fase Final o Zona Campeonato.
La Zona Campeonato se disputará bajo el sistema de todos contra todos a una sola rueda en cancha neutral, los 8 mejores posicionados participarán de la fase final. 

### Ascensos
La Fase Final se disputará a eliminación directa, los 2 finalistas obtendrán los ascensos a Primera División y el vencedor de la final se consagrará campeón.

### Descensos
Los equipos restantes jugarán la Zona Permanencia bajo el sistema de todos contra todos a dos ruedas, los 2 peores desempeños jugarán la Primera C desde la siguiente temporada.

## Zona 1
| Pos. | Equipo                                     | Pts. | PJ | PG | PE | PP | GF | GC | Dif. |
| ---- | ------------------------------------------ | ---- | -- | -- | -- | -- | -- | -- | ---- |
| 1.º  | River Plate                                | 18   | 8  | 5  | 3  | 0  | 31 | 12 | 19   |
| 2.º  | Asturiano                                  | 17   | 8  | 5  | 2  | 1  | 19 | 14 | 5    |
| 3.º  | Gimnasia y Esgrima La Plata                | 16   | 8  | 5  | 1  | 2  | 40 | 22 | 18   |
| 4.º  | Glorias                                    | 13   | 8  | 4  | 1  | 3  | 24 | 19 | 5    |
| 5.º  | Country                                    | 12   | 8  | 3  | 3  | 2  | 18 | 17 | 1    |
| 6.º  | Huracán                                    | 9    | 8  | 2  | 3  | 3  | 21 | 26 | −5   |
| 7.º  | Argentinos Juniors                         | 7    | 8  | 2  | 1  | 5  | 22 | 31 | −9   |
| 8.º  | Franja de Oro                              | 6    | 8  | 2  | 0  | 6  | 15 | 34 | −19  |
| 9.º  | Universidad Abierta Interamericana Urquiza | 3    | 8  | 1  | 0  | 7  | 16 | 31 | −15  |

|  | Clasificado a la Zona Campeonato. |
|  | Relegado a la Zona Permanencia.   |

### Resultados
| Fecha 1                                    | Fecha 1   | Fecha 1       | Fecha 1              | Fecha 1     | Fecha 1 |
| Local                                      | Resultado | Visitante     | Sede                 | Fecha       | Hora    |
| ------------------------------------------ | --------- | ------------- | -------------------- | ----------- | ------- |
| Universidad Abierta Interamericana Urquiza | 2 - 3     | Asturiano     | Atlanta              | 24 de julio |         |
| Gimnasia y Esgrima La Plata                | 7 - 2     | Huracán       | Atlanta              | 24 de julio |         |
| Glorias                                    | 1 - 2     | Country       | Jorge Newbery        | 25 de julio | 14:00   |
| Argentinos Juniors                         | 3 - 4     | Franja de Oro | Círculo de Comunidad | 25 de julio | 17:00   |
| Libre: River Plate                         |           |               |                      |             |         |

| Fecha 2                            | Fecha 2   | Fecha 2                                    | Fecha 2              | Fecha 2     | Fecha 2 |
| Local                              | Resultado | Visitante                                  | Sede                 | Fecha       | Hora    |
| ---------------------------------- | --------- | ------------------------------------------ | -------------------- | ----------- | ------- |
| Franja de Oro                      | 2 - 8     | River Plate                                | Círculo de Comunidad | 31 de julio |         |
| Asturiano                          | 5 - 3     | Argentinos Juniors                         | Jorge Newbery        | 1 de agosto | 14:00   |
| Huracán                            | 2 - 3     | Glorias                                    | Jorge Newbery        | 1 de agosto | 18:00   |
| Country                            | 3 - 4     | Universidad Abierta Interamericana Urquiza | Platense             | 1 de agosto | 18:00   |
| Libre: Gimnasia y Esgrima La Plata |           |                                            |                      |             |         |

| Fecha 3                                    | Fecha 3   | Fecha 3                     | Fecha 3 | Fecha 3 | Fecha 3 |
| Local                                      | Resultado | Visitante                   | Sede    | Fecha   | Hora    |
| ------------------------------------------ | --------- | --------------------------- | ------- | ------- | ------- |
| River Plate                                | 0 - 0     | Asturiano                   |         |         |         |
| Argentinos Juniors                         | 2 - 3     | Country                     |         |         |         |
| Universidad Abierta Interamericana Urquiza | 2 - 4     | Huracán                     |         |         |         |
| Glorias                                    | 5 - 4     | Gimnasia y Esgrima La Plata |         |         |         |
| Libre: Franja de Oro                       |           |                             |         |         |         |

| Fecha 4                     | Fecha 4   | Fecha 4                                    | Fecha 4       | Fecha 4     | Fecha 4 |
| Local                       | Resultado | Visitante                                  | Sede          | Fecha       | Hora    |
| --------------------------- | --------- | ------------------------------------------ | ------------- | ----------- | ------- |
| Gimnasia y Esgrima La Plata | 7 - 2     | Universidad Abierta Interamericana Urquiza | Atlanta       | 8 de agosto | 14:00   |
| Country                     | 3 - 3     | River Plate                                | Atlanta       | 8 de agosto | 18:00   |
| Huracán                     | 3 - 3     | Argentinos Juniors                         | Jorge Newbery | 8 de agosto | 16:00   |
| Asturiano                   | 1 - 0     | Franja de Oro                              | Jorge Newbery | 8 de agosto | 18:00   |
| Libre: Glorias              |           |                                            |               |             |         |

| Fecha 5                                    | Fecha 5   | Fecha 5                     | Fecha 5              | Fecha 5      | Fecha 5 |
| Local                                      | Resultado | Visitante                   | Sede                 | Fecha        | Hora    |
| ------------------------------------------ | --------- | --------------------------- | -------------------- | ------------ | ------- |
| Argentinos Juniors                         | 3 - 7     | Gimnasia y Esgrima La Plata | Nueva Estrella       | 14 de agosto | 20:00   |
| Universidad Abierta Interamericana Urquiza | 1 - 3     | Glorias                     | Nueva Estrella       | 14 de agosto | 21:45   |
| River Plate                                | 4 - 1     | Huracán                     | Círculo de Comunidad | 15 de agosto | 16:00   |
| Franja de Oro                              | 2 - 4     | Country                     | Círculo de Comunidad | 15 de agosto | 18:00   |
| Libre: Asturiano                           |           |                             |                      |              |         |

| Fecha 6                                           | Fecha 6   | Fecha 6            | Fecha 6       | Fecha 6      | Fecha 6 |
| Local                                             | Resultado | Visitante          | Sede          | Fecha        | Hora    |
| ------------------------------------------------- | --------- | ------------------ | ------------- | ------------ | ------- |
| Gimnasia y Esgrima La Plata                       | 2 - 4     | River Plate        | Jorge Newbery | 18 de agosto | 19:45   |
| Glorias                                           | 1 - 3     | Argentinos Juniors | Atlanta       | 18 de agosto | 19:45   |
| Huracán                                           | 5 - 3     | Franja de Oro      | Atlanta       | 18 de agosto | 21:30   |
| Country                                           | 0 - 2     | Asturiano          | Jorge Newbery | 18 de agosto | 21:30   |
| Libre: Universidad Abierta Interamericana Urquiza |           |                    |               |              |         |

| Fecha 7            | Fecha 7   | Fecha 7                                    | Fecha 7       | Fecha 7      | Fecha 7 |
| Local              | Resultado | Visitante                                  | Sede          | Fecha        | Hora    |
| ------------------ | --------- | ------------------------------------------ | ------------- | ------------ | ------- |
| Argentinos Juniors | 5 - 4     | Universidad Abierta Interamericana Urquiza |               | 22 de agosto |         |
| Asturiano          | 2 - 2     | Huracán                                    |               | 22 de agosto |         |
| River Plate        | 3 - 3     | Glorias                                    | Jorge Newbery | 22 de agosto | 16:00   |
| Franja de Oro      | 2 - 7     | Gimnasia y Esgrima La Plata                |               |              |         |
| Libre: Country     |           |                                            |               |              |         |

| Fecha 8                                    | Fecha 8   | Fecha 8       | Fecha 8       | Fecha 8      | Fecha 8 |
| Local                                      | Resultado | Visitante     | Sede          | Fecha        | Hora    |
| ------------------------------------------ | --------- | ------------- | ------------- | ------------ | ------- |
| Universidad Abierta Interamericana Urquiza | 1 - 5     | River Plate   | CeNARD        | 28 de agosto | 14:30   |
| Gimnasia y Esgrima La Plata                | 5 - 3     | Asturiano     | CeNARD        | 28 de agosto | 18:30   |
| Glorias                                    | 6 - 1     | Franja de Oro | Atlanta       | 29 de agosto | 16:00   |
| Huracán                                    | 2 - 2     | Country       | Jorge Newbery | 29 de agosto | 16:00   |
| Libre: Argentinos Juniors                  |           |               |               |              |         |

| Fecha 9        | Fecha 9   | Fecha 9                                    | Fecha 9              | Fecha 9         | Fecha 9 |
| Local          | Resultado | Visitante                                  | Sede                 | Fecha           | Hora    |
| -------------- | --------- | ------------------------------------------ | -------------------- | --------------- | ------- |
| Country        | 1 - 1     | Gimnasia y Esgrima La Plata                | Nueva Estrella       | 5 de septiembre | 10:00   |
| River Plate    | 4 - 0     | Argentinos Juniors                         | Jorge Newbery        | 5 de septiembre | 10:00   |
| Asturiano      | 3 - 2     | Glorias                                    | Círculo de Comunidad | 5 de septiembre | 12:00   |
| Franja de Oro  | 1 - 0     | Universidad Abierta Interamericana Urquiza | Jorge Newbery        | 22:00           |         |
| Libre: Huracán |           |                                            |                      |                 |         |

## Zona 2
| Pos. | Equipo               | Pts. | PJ | PG | PE | PP | GF | GC | Dif. |
| ---- | -------------------- | ---- | -- | -- | -- | -- | -- | -- | ---- |
| 1.º  | Nueva Chicago        | 21   | 8  | 7  | 0  | 1  | 45 | 27 | 18   |
| 2.º  | Atlanta              | 16   | 8  | 5  | 1  | 2  | 28 | 20 | 8    |
| 3.º  | Jorge Newbery        | 13   | 8  | 4  | 1  | 3  | 29 | 20 | 9    |
| 4.º  | Pacífico             | 12   | 8  | 3  | 3  | 2  | 28 | 22 | 6    |
| 5.º  | Círculo de Comunidad | 12   | 8  | 3  | 3  | 2  | 28 | 24 | 4    |
| 6.º  | Don Bosco            | 11   | 8  | 3  | 2  | 3  | 28 | 41 | −13  |
| 7.º  | Platense             | 8    | 8  | 2  | 2  | 4  | 27 | 29 | −2   |
| 8.º  | Estrella de Boedo    | 6    | 8  | 2  | 0  | 6  | 22 | 37 | −15  |
| 9.º  | Unión                | 2    | 8  | 0  | 2  | 6  | 15 | 30 | −15  |

|  | Clasificado a la Zona Campeonato. |
|  | Relegado a la Zona Permanencia.   |

### Resultados
| Fecha 1                  | Fecha 1   | Fecha 1       | Fecha 1              | Fecha 1     | Fecha 1 |
| Local                    | Resultado | Visitante     | Sede                 | Fecha       | Hora    |
| ------------------------ | --------- | ------------- | -------------------- | ----------- | ------- |
| Platense                 | 1 - 2     | Jorge Newbery | Atlanta              | 24 de julio |         |
| Nueva Chicago            | 12 - 4    | Don Bosco     | Círculo de Comunidad | 25 de julio | 15:00   |
| Círculo de Comunidad     | 7 - 3     | Pacífico      | Jorge Newbery        | 25 de julio | 16:00   |
| Unión                    | 1 - 3     | Atlanta       | Jorge Newbery        | 25 de julio | 18:00   |
| Libre: Estrella de Boedo |           |               |                      |             |         |

| Fecha 2              | Fecha 2   | Fecha 2              | Fecha 2              | Fecha 2     | Fecha 2 |
| Local                | Resultado | Visitante            | Sede                 | Fecha       | Hora    |
| -------------------- | --------- | -------------------- | -------------------- | ----------- | ------- |
| Atlanta              | 5 - 0     | Estrella de Boedo    | Círculo de Comunidad | 31 de julio |         |
| Jorge Newbery        | 3 - 0     | Unión                | Platense             | 1 de agosto | 14:00   |
| Don Bosco            | 3 - 3     | Círculo de Comunidad | Platense             | 1 de agosto | 16:00   |
| Pacífico             | 3 - 3     | Platense             | Jorge Newbery        | 1 de agosto | 16:00   |
| Libre: Nueva Chicago |           |                      |                      |             |         |

| Fecha 3              | Fecha 3   | Fecha 3       | Fecha 3 | Fecha 3 | Fecha 3 |
| Local                | Resultado | Visitante     | Sede    | Fecha   | Hora    |
| -------------------- | --------- | ------------- | ------- | ------- | ------- |
| Estrella de Boedo    | 1 - 8     | Jorge Newbery |         |         |         |
| Unión                | 3 - 3     | Pacífico      |         |         |         |
| Platense             | 5 - 6     | Don Bosco     |         |         |         |
| Círculo de Comunidad | 1 - 5     | Nueva Chicago |         |         |         |
| Libre: Atlanta       |           |               |         |         |         |

| Fecha 4                     | Fecha 4   | Fecha 4           | Fecha 4         | Fecha 4     | Fecha 4 |
| Local                       | Resultado | Visitante         | Sede            | Fecha       | Hora    |
| --------------------------- | --------- | ----------------- | --------------- | ----------- | ------- |
| Jorge Newbery               | 3 - 2     | Atlanta           | América del Sud | 7 de agosto | 18:00   |
| Don Bosco                   | 4 - 2     | Unión             | América del Sud | 7 de agosto | 20:00   |
| Nueva Chicago               | 6 - 5     | Platense          | Jorge Newbery   | 8 de agosto | 14:00   |
| Pacífico                    | 7 - 1     | Estrella de Boedo | Atlanta         | 8 de agosto | 16:00   |
| Libre: Círculo de Comunidad |           |                   |                 |             |         |

| Fecha 5              | Fecha 5   | Fecha 5              | Fecha 5              | Fecha 5      | Fecha 5 |
| Local                | Resultado | Visitante            | Sede                 | Fecha        | Hora    |
| -------------------- | --------- | -------------------- | -------------------- | ------------ | ------- |
| Unión                | 3 - 5     | Nueva Chicago        | Círculo de Comunidad | 15 de agosto | 14:00   |
| Estrella de Boedo    | 4 - 5     | Don Bosco            | Círculo de Comunidad | 15 de agosto | 20:00   |
| Atlanta              | 0 - 0     | Pacífico             | Nueva Estrella       | 15 de agosto | 20:00   |
| Platense             | 3 - 3     | Círculo de Comunidad | Nueva Estrella       | 15 de agosto | 21:45   |
| Libre: Jorge Newbery |           |                      |                      |              |         |

| Fecha 6              | Fecha 6   | Fecha 6           | Fecha 6        | Fecha 6      | Fecha 6 |
| Local                | Resultado | Visitante         | Sede           | Fecha        | Hora    |
| -------------------- | --------- | ----------------- | -------------- | ------------ | ------- |
| Pacífico             | 4 - 3     | Jorge Newbery     | GB Sports      | 18 de agosto | 19:15   |
| Círculo de Comunidad | 3 - 3     | Unión             | Nueva Estrella | 18 de agosto | 19:15   |
| Nueva Chicago        | 4 - 0     | Estrella de Boedo | Nueva Estrella | 18 de agosto | 21:30   |
| Don Bosco            | 1 - 6     | Atlanta           | GB Sports      | 18 de agosto | 21:30   |
| Libre: Platense      |           |                   |                |              |         |

| Fecha 7           | Fecha 7   | Fecha 7              | Fecha 7 | Fecha 7      | Fecha 7 |
| Local             | Resultado | Visitante            | Sede    | Fecha        | Hora    |
| ----------------- | --------- | -------------------- | ------- | ------------ | ------- |
| Unión             | 2 - 3     | Platense             |         | 22 de agosto |         |
| Jorge Newbery     | 4 - 4     | Don Bosco            |         | 22 de agosto |         |
| Atlanta           | 6 - 3     | Nueva Chicago        |         | 22 de agosto |         |
| Estrella de Boedo | 4 - 3     | Círculo de Comunidad |         | 22 de agosto |         |
| Libre: Pacífico   |           |                      |         |              |         |

| Fecha 8              | Fecha 8   | Fecha 8           | Fecha 8       | Fecha 8      | Fecha 8 |
| Local                | Resultado | Visitante         | Sede          | Fecha        | Hora    |
| -------------------- | --------- | ----------------- | ------------- | ------------ | ------- |
| Nueva Chicago        | 6 - 5     | Jorge Newbery     | CeNARD        | 28 de agosto | 16:30   |
| Don Bosco            | 1 - 5     | Pacífico          | Atlanta       | 29 de agosto | 14:00   |
| Platense             | 4 - 3     | Estrella de Boedo | Jorge Newbery | 29 de agosto | 14:00   |
| Círculo de Comunidad | 6 - 2     | Atlanta           | Jorge Newbery | 29 de agosto | 18:00   |
| Libre: Unión         |           |                   |               |              |         |

| Fecha 9           | Fecha 9   | Fecha 9              | Fecha 9              | Fecha 9         | Fecha 9 |
| Local             | Resultado | Visitante            | Sede                 | Fecha           | Hora    |
| ----------------- | --------- | -------------------- | -------------------- | --------------- | ------- |
| Estrella de Boedo | 6 - 1     | Unión                | Círculo de Comunidad | 5 de septiembre | 10:00   |
| Pacífico          | 3 - 4     | Nueva Chicago        | Jorge Newbery        | 5 de septiembre | 12:00   |
| Atlanta           | 4 - 3     | Platense             | Jorge Newbery        | 5 de septiembre | 20:00   |
| Jorge Newbery     | 1 - 2     | Círculo de Comunidad | Parque               | 5 de septiembre | 20:00   |
| Libre: Don Bosco  |           |                      |                      |                 |         |

## Zona Campeonato

### Segunda Fase
| Pos. | Equipo                      | Pts. | PJ | PG | PE | PP | GF | GC | Dif. |
| ---- | --------------------------- | ---- | -- | -- | -- | -- | -- | -- | ---- |
| 1.º  | Nueva Chicago               | 20   | 9  | 6  | 2  | 1  | 35 | 25 | 10   |
| 2.º  | Gimnasia y Esgrima La Plata | 18   | 9  | 5  | 3  | 1  | 31 | 23 | 8    |
| 3.º  | River Plate                 | 17   | 9  | 5  | 2  | 2  | 38 | 26 | 12   |
| 4.º  | Asturiano                   | 13   | 9  | 4  | 1  | 4  | 18 | 24 | −6   |
| 5.º  | Atlanta                     | 12   | 9  | 3  | 3  | 3  | 23 | 21 | 2    |
| 6.º  | Jorge Newbery               | 12   | 9  | 3  | 3  | 3  | 16 | 18 | −2   |
| 7.º  | Pacífico                    | 11   | 9  | 3  | 2  | 4  | 25 | 29 | −4   |
| 8.º  | Country                     | 9    | 9  | 1  | 6  | 2  | 16 | 20 | −4   |
| 9.º  | Círculo de Comunidad        | 8    | 9  | 2  | 2  | 5  | 22 | 22 | 0    |
| 10.º | Glorias                     | 2    | 9  | 0  | 2  | 7  | 21 | 37 | −16  |

|  | En clasificación a la Fase final. |

#### Resultados
| Fecha 1                     | Fecha 1   | Fecha 1              | Fecha 1              | Fecha 1          | Fecha 1 |
| Local                       | Resultado | Visitante            | Sede                 | Fecha            | Hora    |
| --------------------------- | --------- | -------------------- | -------------------- | ---------------- | ------- |
| River Plate                 | 6 - 2     | Pacífico             | Círculo de Comunidad | 18 de septiembre | 19:00   |
| Nueva Chicago               | 3 - 2     | Asturiano            | Jorge Newbery        | 19 de septiembre | 17:30   |
| Gimnasia y Esgrima La Plata | 4 - 1     | Country              | Unión                | 19 de septiembre | 18:00   |
| Atlanta                     | 2 - 1     | Círculo de Comunidad | Unión                | 19 de septiembre | 20:00   |
| Glorias                     | 0 - 0     | Jorge Newbery        | Atlanta              | 19 de septiembre | 20:00   |

| Fecha 2              | Fecha 2   | Fecha 2                     | Fecha 2      | Fecha 2      | Fecha 2 |
| Local                | Resultado | Visitante                   | Sede         | Fecha        | Hora    |
| -------------------- | --------- | --------------------------- | ------------ | ------------ | ------- |
| Nueva Chicago        | 4 - 2     | River Plate                 |              | 25 de agosto | 17:30   |
| Asturiano            | 4 - 3     | Glorias                     | 26 de agosto |              |         |
| Jorge Newbery        | 4 - 2     | Gimnasia y Esgrima La Plata | 26 de agosto |              |         |
| Country              | 3 - 3     | Atlanta                     | 26 de agosto |              |         |
| Círculo de Comunidad | 3 - 2     | Pacífico                    | 26 de agosto |              |         |

| Fecha 3                     | Fecha 3   | Fecha 3              | Fecha 3              | Fecha 3      | Fecha 3 |
| Local                       | Resultado | Visitante            | Sede                 | Fecha        | Hora    |
| --------------------------- | --------- | -------------------- | -------------------- | ------------ | ------- |
| River Plate                 | 3 - 1     | Círculo de Comunidad | Atlanta              | 2 de octubre | 19:30   |
| Pacífico                    | 3 - 3     | Country              | Atlanta              | 2 de octubre | 21:30   |
| Atlanta                     | 1 - 2     | Jorge Newbery        | Círculo de Comunidad | 2 de octubre | 22:00   |
| Gimnasia y Esgrima La Plata | 2 - 2     | Asturiano            | Estrella de Boedo    | 2 de octubre | 22:00   |
| Glorias                     | 5 - 8     | Nueva Chicago        | Jorge Newbery        | 2 de octubre | 22:00   |

| Fecha 4       | Fecha 4   | Fecha 4                     | Fecha 4              | Fecha 4       | Fecha 4 |
| Local         | Resultado | Visitante                   | Sede                 | Fecha         | Hora    |
| ------------- | --------- | --------------------------- | -------------------- | ------------- | ------- |
| Glorias       | 5 - 7     | River Plate                 | Jorge Newbery        | 9 de octubre  | 18:00   |
| Asturiano     | 1 - 5     | Atlanta                     | Jorge Newbery        | 9 de octubre  | 20:00   |
| Country       | 2 - 2     | Círculo de Comunidad        | Jorge Newbery        | 9 de octubre  | 21:45   |
| Nueva Chicago | 3 - 5     | Gimnasia y Esgrima La Plata | Círculo de Comunidad | 10 de octubre | 11:00   |
| Jorge Newbery | 1 - 2     | Pacífico                    | Barracas             | 10 de octubre | 15:30   |

| Fecha 5                     | Fecha 5   | Fecha 5       | Fecha 5              | Fecha 5       | Fecha 5 |
| Local                       | Resultado | Visitante     | Sede                 | Fecha         | Hora    |
| --------------------------- | --------- | ------------- | -------------------- | ------------- | ------- |
| Círculo de Comunidad        | 4 - 4     | Jorge Newbery | CeNARD 2             | 16 de octubre | 17:00   |
| River Plate                 | 1 - 1     | Country       | Jorge Newbery        | 16 de octubre | 18:00   |
| Gimnasia y Esgrima La Plata | 2 - 2     | Glorias       | Jorge Newbery        | 16 de octubre | 20:00   |
| Atlanta                     | 2 - 2     | Nueva Chicago | Jorge Newbery        | 16 de octubre | 22:00   |
| Pacífico                    | 2 - 3     | Asturiano     | Círculo de Comunidad | 16 de octubre | 22:00   |

| Fecha 6                     | Fecha 6   | Fecha 6              | Fecha 6       | Fecha 6       | Fecha 6 |
| Local                       | Resultado | Visitante            | Sede          | Fecha         | Hora    |
| --------------------------- | --------- | -------------------- | ------------- | ------------- | ------- |
| Gimnasia y Esgrima La Plata | 5 - 3     | River Plate          | Atlanta       | 23 de octubre | 16:00   |
| Jorge Newbery               | 1 - 1     | Country              | Atlanta       | 23 de octubre | 18:00   |
| Nueva Chicago               | 7 - 5     | Pacífico             | Jorge Newbery | 23 de octubre | 19:30   |
| Asturiano                   | 2 - 1     | Círculo de Comunidad | Atlanta       | 23 de octubre | 20:00   |
| Glorias                     | 1 - 2     | Atlanta              | Jorge Newbery | 23 de octubre | 21:30   |

| Fecha 7              | Fecha 7   | Fecha 7                     | Fecha 7              | Fecha 7       | Fecha 7 |
| Local                | Resultado | Visitante                   | Sede                 | Fecha         | Hora    |
| -------------------- | --------- | --------------------------- | -------------------- | ------------- | ------- |
| Country              | 0 - 2     | Asturiano                   | Círculo de Comunidad | 31 de octubre | 14:00   |
| River Plate          | 5 - 1     | Jorge Newbery               | Círculo de Comunidad | 31 de octubre | 16:00   |
| Pacífico             | 3 - 2     | Glorias                     | Círculo de Comunidad | 31 de octubre | 18:00   |
| Atlanta              | 3 - 4     | Gimnasia y Esgrima La Plata | Jorge Newbery        | 31 de octubre | 18:00   |
| Círculo de Comunidad | 2 - 4     | Nueva Chicago               | Jorge Newbery        | 31 de octubre | 20:00   |

| Fecha 8                     | Fecha 8   | Fecha 8              | Fecha 8       | Fecha 8        | Fecha 8 |
| Local                       | Resultado | Visitante            | Sede          | Fecha          | Hora    |
| --------------------------- | --------- | -------------------- | ------------- | -------------- | ------- |
| Nueva Chicago               | 1 - 1     | Country              | Jorge Newbery | 6 de noviembre | 20:00   |
| Atlanta                     | 5 - 5     | River Plate          | Jorge Newbery | 6 de noviembre | 22:00   |
| Glorias                     | 0 - 7     | Círculo de Comunidad | Atlanta       | 7 de noviembre | 16:00   |
| Gimnasia y Esgrima La Plata | 4 - 4     | Pacífico             | Atlanta       | 7 de noviembre | 18:00   |
| Asturiano                   | 0 - 2     | Jorge Newbery        | Atlanta       | 7 de noviembre | 20:00   |

| Fecha 9              | Fecha 9   | Fecha 9                     | Fecha 9       | Fecha 9         | Fecha 9 |
| Local                | Resultado | Visitante                   | Sede          | Fecha           | Hora    |
| -------------------- | --------- | --------------------------- | ------------- | --------------- | ------- |
| River Plate          | 6 - 2     | Asturiano                   | Jorge Newbery | 15 de noviembre | 20:00   |
| Jorge Newbery        | 1 - 3     | Nueva Chicago               | Metalúrgico   | 15 de noviembre | 20:00   |
| Círculo de Comunidad | 1 - 3     | Gimnasia y Esgrima La Plata | Unión         | 15 de noviembre | 21:00   |
| Country              | 4 - 3     | Glorias                     | Metalúrgico   | 15 de noviembre | 21:45   |
| Pacífico             | 2 - 0     | Atlanta                     | Jorge Newbery | 15 de noviembre | 21:45   |

### Fase Final
|  | Cuartos de final | Cuartos de final            | Cuartos de final | Cuartos de final | Cuartos de final |   |       | Semifinales                 | Semifinales | Semifinales | Semifinales | Semifinales |    |                             | Final | Final | Final | Final | Final |  |
|  |                  |                             |                  |                  |                  |   |       |                             |             |             |             |             |    |                             |       |       |       |       |       |  |
|  |                  |                             |                  |                  |                  |   |       |                             |             |             |             |             |    |                             |       |       |       |       |       |  |
|  | 2°               | Gimnasia y Esgrima La Plata | 6                | 3 (0)            | 2                |   |       |                             |             |             |             |             |    |                             |       |       |       |       |       |  |
|  | 2°               | Gimnasia y Esgrima La Plata | 6                | 3 (0)            | 2                |   |       |                             |             |             |             |             |    |                             |       |       |       |       |       |  |
|  | 7°               | Pacífico                    | 4                | 3 (3)            | 1                |   |       |                             |             |             |             |             |    |                             |       |       |       |       |       |  |
|  | 7°               | Pacífico                    | 4                | 3 (3)            | 1                |   | 2°    | Gimnasia y Esgrima La Plata | 4           | 7           |             |             |    |                             |       |       |       |       |       |  |
|  |                  |                             |                  |                  |                  |   | 2°    | Gimnasia y Esgrima La Plata | 4           | 7           |             |             |    |                             |       |       |       |       |       |  |
|  |                  |                             | 8°               | Country          | 2                | 3 |       |                             |             |             |             |             |    |                             |       |       |       |       |       |  |
|  | 1°               | Nueva Chicago               | 8°               | Country          | 2                | 3 | 0 (2) | 3 (1)                       |             |             |             |             |    |                             |       |       |       |       |       |  |
|  | 1°               | Nueva Chicago               |                  |                  |                  |   |       |                             |             |             |             |             |    |                             |       |       |       |       |       |  |
|  | 8°               | Country                     | 0 (4)            | 3 (4)            |                  |   |       |                             |             |             |             |             |    |                             |       |       |       |       |       |  |
|  | 8°               | Country                     | 0 (4)            | 3 (4)            |                  |   |       |                             |             |             |             |             | 2° | Gimnasia y Esgrima La Plata | 4     | 3     | 7     |       |       |  |
|  |                  |                             |                  |                  |                  |   |       |                             |             |             |             |             | 2° | Gimnasia y Esgrima La Plata | 4     | 3     | 7     |       |       |  |
|  |                  |                             | 5°               | Atlanta          | 2                | 4 | 2     |                             |             |             |             |             |    |                             |       |       |       |       |       |  |
|  | 3°               | River Plate                 | 5°               | Atlanta          | 2                | 4 | 2     | 2                           | 2 (6)       | 3           |             |             |    |                             |       |       |       |       |       |  |
|  | 3°               | River Plate                 |                  |                  |                  |   |       |                             |             | 3           |             |             |    |                             |       |       |       |       |       |  |
|  | 6°               | Jorge Newbery               | 1                | 2 (7)            | 2                |   |       |                             |             |             |             |             |    |                             |       |       |       |       |       |  |
|  | 6°               | Jorge Newbery               | 1                | 2 (7)            | 2                |   | 3°    | River Plate                 | 2           | 1           | 1           |             |    |                             |       |       |       |       |       |  |
|  |                  |                             |                  |                  |                  |   | 3°    | River Plate                 | 2           | 1           | 1           |             |    |                             |       |       |       |       |       |  |
|  |                  |                             | 5°               | Atlanta          | 1                | 2 | 3     |                             |             |             |             |             |    |                             |       |       |       |       |       |  |
|  | 4°               | Asturiano                   | 5°               | Atlanta          | 1                | 2 | 3     | 2                           | 2           |             |             |             |    |                             |       |       |       |       |       |  |
|  | 4°               | Asturiano                   |                  |                  |                  |   |       |                             |             |             |             |             |    |                             |       |       |       |       |       |  |
|  | 5°               | Atlanta                     | 5                | 4                |                  |   |       |                             |             |             |             |             |    |                             |       |       |       |       |       |  |
|  | 5°               | Atlanta                     | 5                | 4                |                  |   |       |                             |             |             |             |             |    |                             |       |       |       |       |       |  |
|  |                  |                             |                  |                  |                  |   |       |                             |             |             |             |             |    |                             |       |       |       |       |       |  |

#### Cuartos de final
| 20 de noviembre | Nueva Chicago | 0:0 (2:4 p.) | Country | Nueva Estrella, Buenos Aires |  |
| 22:00           |               |              |         |                              |  |

| 24 de noviembre | Country | 3:3 (4:1 p.) | Nueva Chicago | Banfield, Buenos Aires |  |
| 21:30           |         |              |               |                        |  |

| 20 de noviembre | Asturiano | 2:5 | Atlanta | Asturiano, Buenos Aires |  |
| 22:00           |           |     |         |                         |  |

| 24 de noviembre | Atlanta | 4:2 | Asturiano | Atlanta, Buenos Aires |  |
| 21:30           |         |     |           |                       |  |

| 20 de noviembre | Gimnasia y Esgrima La Plata | 6:4 | Pacífico | Dock Sud, Buenos Aires |  |
| 20:00           |                             |     |          |                        |  |

| 24 de noviembre | Pacífico | 3:3 (3:0 p.) | Gimnasia y Esgrima La Plata | Pacífico, Buenos Aires |  |
| 20:30           |          |              |                             |                        |  |

| 27 de noviembre | Gimnasia y Esgrima La Plata | 2:1 | Pacífico | Dock Sud, Buenos Aires |  |
| 21:30           |                             |     |          |                        |  |

| 20 de noviembre | River Plate | 2:1 | Jorge Newbery | GB Sports, Buenos Aires |  |
| 19:00           |             |     |               |                         |  |

| 24 de noviembre | Jorge Newbery | 2:2 (7:6 p.) | River Plate | Jorge Newbery, Buenos Aires |  |
| 20:30           |               |              |             |                             |  |

| 27 de noviembre | River Plate | 3:2 | Jorge Newbery | GB Sports, Buenos Aires |  |
| 20:00           |             |     |               |                         |  |

#### Semifinales
| 1 de diciembre | Gimnasia y Esgrima La Plata | 4:2 (1:2) | Country | Dock Sud, Buenos Aires |  |
| 21:00          |                             |           |         |                        |  |

| 4 de diciembre | Country | 3:7 | Gimnasia y Esgrima La Plata | Municipal Lomas, Buenos Aires |  |
| 21:00          |         |     |                             |                               |  |

| 1 de diciembre | River Plate      | 2:1 (2:1) | Atlanta  | GB Sports, Buenos Aires |  |
| 20:00          | Leichner · Legal |           | Clapcich |                         |  |

| 5 de diciembre | Atlanta                    | 2:1 (1:0) | River Plate | Atlanta, Buenos Aires |  |
| 18:00          | Clapcich · Felicciotti 38' |           | Romero      |                       |  |

| 8 de diciembre                                                                                                  | River Plate | 1:3 | Atlanta | GB Sports, Buenos Aires |  |
| 20:00 |             |     |         |                         |  |
| Suspendido a los 15 minutos del segundo tiempo por reducción del equipo local en cancha. Se dio por finalizado. |             |     |         |                         |  |

#### Final
| 11 de diciembre | Gimnasia y Esgrima La Plata | 4:2 | Atlanta | Dock Sud, Buenos Aires |  |
| 21:00           |                             |     |         |                        |  |

|  | Atlanta | 4:3 | Gimnasia y Esgrima La Plata |  |  |

| 18 de diciembre | Gimnasia y Esgrima La Plata            | 7:2 | Atlanta  | Ezpeleta, Buenos Aires |  |
|                 | Haim · Mendoza · Brasesco · Leguizamón |     | Clapcich |                        |  |

|                                                 |
|                                                 |
| Campeón Gimnasia y Esgrima La Plata 1.er título |

## Zona Permanencia
| Pos. | Equipo                                     | Pts. | PJ | PG | PE | PP | GF | GC | Dif. |
| ---- | ------------------------------------------ | ---- | -- | -- | -- | -- | -- | -- | ---- |
| 1.º  | Estrella de Boedo                          | 32   | 14 | 10 | 2  | 2  | 41 | 25 | 16   |
| 2.º  | Don Bosco                                  | 26   | 14 | 8  | 2  | 4  | 41 | 30 | 11   |
| 3.º  | Platense                                   | 22   | 14 | 7  | 1  | 6  | 45 | 37 | 8    |
| 4.º  | Franja de Oro                              | 22   | 14 | 6  | 4  | 4  | 48 | 42 | 6    |
| 5.º  | Unión                                      | 21   | 14 | 7  | 0  | 7  | 49 | 48 | 1    |
| 6.º  | Argentinos Juniors                         | 20   | 14 | 6  | 2  | 6  | 47 | 38 | 9    |
| 7.º  | Huracán                                    | 16   | 14 | 5  | 1  | 8  | 32 | 47 | −15  |
| 8.º  | Universidad Abierta Interamericana Urquiza | 3    | 14 | 1  | 0  | 13 | 28 | 64 | −36  |

|  | Descendió a la Primera C. |

### Resultados
| Fecha 1                                    | Fecha 1   | Fecha 1       | Fecha 1                                    | Fecha 1          | Fecha 1 |
| Local                                      | Resultado | Visitante     | Sede                                       | Fecha            | Hora    |
| ------------------------------------------ | --------- | ------------- | ------------------------------------------ | ---------------- | ------- |
| Huracán                                    | 2 - 6     | Unión         | Nueva Estrella                             | 17 de septiembre | 21:30   |
| Universidad Abierta Interamericana Urquiza | 2 - 5     | Franja de Oro | Universidad Abierta Interamericana Urquiza | 18 de septiembre | 20:00   |
| Estrella de Boedo                          | 3 - 1     | Platense      | Estrella de Boedo                          | 19 de septiembre | 19:00   |
| Argentinos Juniors                         | 2 - 3     | Don Bosco     | Argentinos Juniors                         | 19 de septiembre | 21:45   |

| Fecha 2            | Fecha 2   | Fecha 2                                    | Fecha 2 | Fecha 2 | Fecha 2 |
| Local              | Resultado | Visitante                                  | Sede    | Fecha   | Hora    |
| ------------------ | --------- | ------------------------------------------ | ------- | ------- | ------- |
| Argentinos Juniors | 4 - 1     | Universidad Abierta Interamericana Urquiza |         |         |         |
| Don Bosco          | 1 - 2     | Huracán                                    |         |         |         |
| Unión              | 3 - 2     | Estrella de Boedo                          |         |         |         |
| Platense           | 8 - 2     | Franja de Oro                              |         |         |         |

| Fecha 3                                    | Fecha 3   | Fecha 3            | Fecha 3                                    | Fecha 3      | Fecha 3 |
| Local                                      | Resultado | Visitante          | Sede                                       | Fecha        | Hora    |
| ------------------------------------------ | --------- | ------------------ | ------------------------------------------ | ------------ | ------- |
| Huracán                                    | 2 - 3     | Argentinos Juniors | Nueva Estrella                             | 2 de octubre | 18:00   |
| Estrella de Boedo                          | 2 - 1     | Don Bosco          | Estrella de Boedo                          | 2 de octubre | 19:00   |
| Universidad Abierta Interamericana Urquiza | 1 - 7     | Platense           | Universidad Abierta Interamericana Urquiza | 2 de octubre | 20:00   |
| Franja de Oro                              | 6 - 4     | Unión              | Nueva Estrella                             | 2 de octubre | 21:00   |

| Fecha 4            | Fecha 4   | Fecha 4                                    | Fecha 4            | Fecha 4      | Fecha 4 |
| Local              | Resultado | Visitante                                  | Sede               | Fecha        | Hora    |
| ------------------ | --------- | ------------------------------------------ | ------------------ | ------------ | ------- |
| Argentinos Juniors | 4 - 6     | Estrella de Boedo                          | Argentinos Juniors | 9 de octubre | 19:30   |
| Unión              | 7 - 4     | Platense                                   | Unión              | 9 de octubre | 20:00   |
| Don Bosco          | 3 - 3     | Franja de Oro                              | Don Bosco          | 9 de octubre | 20:30   |
| Huracán            | 3 - 2     | Universidad Abierta Interamericana Urquiza | Nueva Estrella     | 9 de octubre | 21:00   |

| Fecha 5                                    | Fecha 5   | Fecha 5            | Fecha 5        | Fecha 5       | Fecha 5 |
| Local                                      | Resultado | Visitante          | Sede           | Fecha         | Hora    |
| ------------------------------------------ | --------- | ------------------ | -------------- | ------------- | ------- |
| Platense                                   | 2 - 1     | Don Bosco          |                | 16 de octubre | 20:00   |
| Universidad Abierta Interamericana Urquiza | 4 - 3     | Unión              |                | 16 de octubre | 20:00   |
| Estrella de Boedo                          | 2 - 0     | Huracán            |                | 16 de octubre | 21:00   |
| Franja de Oro                              | 3 - 4     | Argentinos Juniors | Nueva Estrella | 17 de octubre | 22:00   |

| Fecha 6            | Fecha 6   | Fecha 6                                    | Fecha 6        | Fecha 6       | Fecha 6 |
| Local              | Resultado | Visitante                                  | Sede           | Fecha         | Hora    |
| ------------------ | --------- | ------------------------------------------ | -------------- | ------------- | ------- |
| Don Bosco          | 6 - 5     | Unión                                      |                | 22 de octubre |         |
| Estrella de Boedo  | 5 - 1     | Universidad Abierta Interamericana Urquiza |                | 23 de octubre | 21:00   |
| Argentinos Juniors | 1 - 4     | Platense                                   |                | 23 de octubre | 22:00   |
| Huracán            | 3 - 6     | Franja de Oro                              | Nueva Estrella | 24 de octubre | 22:00   |

| Fecha 7                                    | Fecha 7   | Fecha 7            | Fecha 7 | Fecha 7       | Fecha 7 |
| Local                                      | Resultado | Visitante          | Sede    | Fecha         | Hora    |
| ------------------------------------------ | --------- | ------------------ | ------- | ------------- | ------- |
| Unión                                      | 1 - 6     | Argentinos Juniors |         | 29 de octubre | 21:30   |
| Universidad Abierta Interamericana Urquiza | 2 - 3     | Don Bosco          |         | 30 de octubre | 22:00   |
| Platense                                   | 5 - 1     | Huracán            |         | 30 de octubre | 22:00   |
| Franja de Oro                              | 2 - 2     | Estrella de Boedo  |         | 31 de octubre | 20:00   |

| Fecha 8       | Fecha 8   | Fecha 8                                    | Fecha 8        | Fecha 8        | Fecha 8 |
| Local         | Resultado | Visitante                                  | Sede           | Fecha          | Hora    |
| ------------- | --------- | ------------------------------------------ | -------------- | -------------- | ------- |
| Don Bosco     | 1 - 0     | Argentinos Juniors                         |                | 5 de noviembre | 21:00   |
| Platense      | 2 - 4     | Estrella de Boedo                          |                | 6 de noviembre | 22:00   |
| Unión         | 0 - 3     | Huracán                                    |                | 7 de noviembre | 20:00   |
| Franja de Oro | 5 - 2     | Universidad Abierta Interamericana Urquiza | Nueva Estrella | 7 de noviembre | 22:00   |

| Fecha 9                                    | Fecha 9   | Fecha 9            | Fecha 9                                                  | Fecha 9         | Fecha 9 |
| Local                                      | Resultado | Visitante          | Sede                                                     | Fecha           | Hora    |
| ------------------------------------------ | --------- | ------------------ | -------------------------------------------------------- | --------------- | ------- |
| Franja de Oro                              | 3 - 2     | Platense           | Villa Modelo                                             | 15 de noviembre | 20:00   |
| Estrella de Boedo                          | 3 - 1     | Unión              |                                                          | 15 de noviembre | 21:00   |
| Huracán                                    | 3 - 2     | Don Bosco          | Sindicato de Empleados de Comercio de Lanús y Avellaneda | 15 de noviembre | 22:00   |
| Universidad Abierta Interamericana Urquiza | 3 - 7     | Argentinos Juniors |                                                          | 15 de noviembre | 22:00   |

| Fecha 10           | Fecha 10  | Fecha 10                                   | Fecha 10 | Fecha 10 | Fecha 10 |
| Local              | Resultado | Visitante                                  | Sede     | Fecha    | Hora     |
| ------------------ | --------- | ------------------------------------------ | -------- | -------- | -------- |
| Platense           | 3 - 2     | Universidad Abierta Interamericana Urquiza |          |          |          |
| Unión              | 3 - 2     | Franja de Oro                              |          |          |          |
| Don Bosco          | 4 - 1     | Estrella de Boedo                          |          |          |          |
| Argentinos Juniors | 9 - 3     | Huracán                                    |          |          |          |

| Fecha 11                                   | Fecha 11  | Fecha 11           | Fecha 11       | Fecha 11        | Fecha 11 |
| Local                                      | Resultado | Visitante          | Sede           | Fecha           | Hora     |
| ------------------------------------------ | --------- | ------------------ | -------------- | --------------- | -------- |
| Platense                                   | 1 - 3     | Unión              |                | 27 de noviembre | 21:00    |
| Estrella de Boedo                          | 1 - 1     | Argentinos Juniors |                | 28 de noviembre | 19:00    |
| Universidad Abierta Interamericana Urquiza | 1 - 3     | Huracán            |                | 28 de noviembre | 19:00    |
| Franja de Oro                              | 3 - 3     | Don Bosco          | Nueva Estrella | 28 de noviembre | 20:00    |

| Fecha 12           | Fecha 12  | Fecha 12                                   | Fecha 12 | Fecha 12       | Fecha 12 |
| Local              | Resultado | Visitante                                  | Sede     | Fecha          | Hora     |
| ------------------ | --------- | ------------------------------------------ | -------- | -------------- | -------- |
| Don Bosco          | 6 - 2     | Platense                                   |          | 3 de diciembre | 21:00    |
| Argentinos Juniors | 1 - 4     | Franja de Oro                              |          | 4 de diciembre | 19:00    |
| Unión              | 7 - 3     | Universidad Abierta Interamericana Urquiza |          | 5 de diciembre | 19:30    |
| Huracán            | 2 - 4     | Estrella de Boedo                          | Riestra  | 5 de diciembre | 22:00    |

| Fecha 13                                   | Fecha 13  | Fecha 13           | Fecha 13     | Fecha 13        | Fecha 13 |
| Local                                      | Resultado | Visitante          | Sede         | Fecha           | Hora     |
| ------------------------------------------ | --------- | ------------------ | ------------ | --------------- | -------- |
| Universidad Abierta Interamericana Urquiza | 2 - 4     | Estrella de Boedo  |              | 11 de diciembre | 20:00    |
| Franja de Oro                              | 3 - 3     | Huracán            | Villa Modelo | 12 de diciembre | 21:00    |
| Platense                                   | 1 - 1     | Argentinos Juniors |              | 12 de diciembre | 21:00    |
| Unión                                      | 1 - 2     | Don Bosco          |              | 12 de diciembre | 21:00    |

| Fecha 14           | Fecha 14  | Fecha 14                                   | Fecha 14 | Fecha 14 | Fecha 14 |
| Local              | Resultado | Visitante                                  | Sede     | Fecha    | Hora     |
| ------------------ | --------- | ------------------------------------------ | -------- | -------- | -------- |
| Don Bosco          | 5 - 2     | Universidad Abierta Interamericana Urquiza |          |          |          |
| Argentinos Juniors | 4 - 5     | Unión                                      |          |          |          |
| Huracán            | 2 - 3     | Platense                                   |          |          |          |
| Estrella de Boedo  | 2 - 1     | Franja de Oro                              |          |          |          |